# إليس شيبوي
إليس شيبوي (بالإنجليزية: Ellis Chibuye) (مواليد 14 يناير 1980) هو ملاكم زامبي، مثّل بلاده في الألعاب الأولمبية الصيفية في دورتي 2000 و2004.

## روابط خارجية
إليس شيبوي على موقع أوليمبيديا (الإنجليزية)
- إليس شيبوي على موقع اتحاد ألعاب الكومنولث (مؤرشف) (الإنجليزية)
- إليس شيبوي على موقع دورة ألعاب الكومنولث 2006 (مؤرشف) (الإنجليزية)